# Finnskogens folk
Finnskogens folk är en svensk dramafilm från 1955 i regi av Ivar Johansson.

## Om filmen
Filmen premiärvisades 8 oktober 1955 på biograf Saga i Karlstad. Inspelningen skedde med ateljéfilmning vid Sandrewateljéerna i Stockholm med exteriörscener från trakterna kring Lekvattnet och Torsby i Värmland av Rune Ericson.

## Roller i urval
- Birger Malmsten - David Amberg, pastor
- Kerstin Wibom - Marit på Riitaho
- Adolf Jahr - Skomakar-Jöns Bengtsson
- John Elfström - Kron-Johan
- Eivor Landström - Olga Lundell på Mackartjärn
- Olle Gillgren - Klas
- Margareta Nisborg - Britta
- Rune Stylander - Smugglar-Sverre
- Alf Östlund - Hoberg, länsman
- Åke Claesson - doktor Remberg, provinsialläkare
- Allan Sundwall - Nils
- Olof Thunberg - Even
- Ivar Hallbäck - Mackar-Nils, fjärdingsman
- Carl Ericson - Per Eskilsson
- Elsa Ebbesen-Thornblad - Per Eskilssons dotter
- Wilma Malmlöf - kvinna på bönemötet